# Dudhi
Dudhi es una ciudad pequeña y nagar Panchayat situado en el distrito de Sonbhadra en el estado de Uttar Pradesh (India). Su población es de 12560 habitantes (2011). Se encuentra a orillas del río Son.

## Demografía
Según el censo de 2011 la población de Dudhi era de 12560 habitantes, de los cuales 6528 eran hombres y 6032 eran mujeres. Dudhi tiene una tasa media de alfabetización del 84,49%, superior a la media estatal del 67,68%: la alfabetización masculina es del 90,87%, y la alfabetización femenina del 77,65%.